# Linha de água

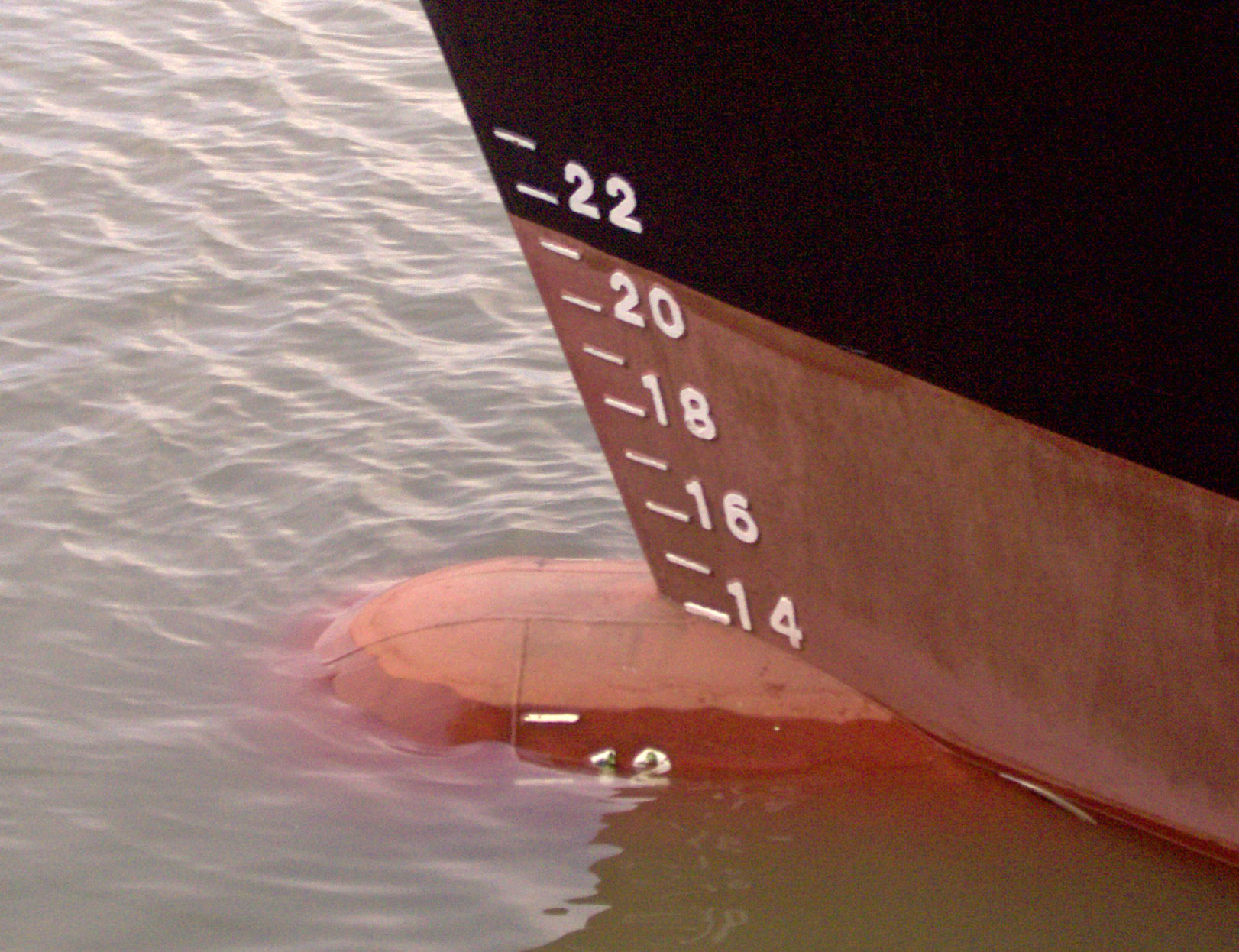
Diferença de cores no casco de um navio, assinalando a sua principal linha de água a carga plena.

No âmbito náutico, a linha de água, linha d'água ou linha de flutuação consiste na linha que separa a parte imersa do casco de um navio (obras vivas) da sua parte emersa (obras mortas). A linha de água é definida pela intercepção do plano de superfície da água calma com a superfície exterior do casco.
Existem várias linhas de água correspondentes ao nível de carga do navio. Assim, a linha de água correspondente ao navio completamente carregado é a flutuação carregada ou flutuação em plena carga, a correspondente ao navio completamente vazio é a flutuação leve e a correspondente ao navio em deslocamento normal é a flutuação normal.
A principal linha de água que o arquiteto naval estabelece no desenho de linhas de um navio é designada "linha de água de projeto" ou "linha de água de traçado" (LAP ou DWL). Frequentemente, corresponde à linha de água quando o navio está a plena carga.
Além disso as linhas de água também variam de acordo com as várias imersões que o casco pode ter, conforme a época do ano e o oceano em que o navio se encontre. As várias imersões máximas nas diferentes condições são assinaladas no casco pelas marcas de Plimsoll. A linha de água de projeto, com o navio a plena carga, é assinalada pela utilização de cores diferentes no lado das obras vivas e no lado das obras mortas.